# Hyakuemu
Hyakuemu (яп. ひゃくえむ。, укр. 100 метрів) — японська серія манґи, написана та проілюстрована Уото. Серіал виходив онлайн на сайті та в додатку Magazine Pocket видавництва Kodansha з листопада 2018 року по серпень 2019 року і був зібраний у п'яти томах танкобонів. Прем'єра аніме-адаптації у вигляді фільму від студії Rock'n'Roll Mountain запланована на 2025 рік.

## Сюжет
Тоґасі народжений для бігу. У дитинстві він був обдарованим від природи і вигравав кожну 100-метрову дистанцію без жодних зусиль. Але в шостому класі він знайомиться з Комією, переведеним учнем, який сповнений рішучості, але йому бракує техніки. Навчаючи його, Тоґасі ставить перед Комією нову мету: перемогти, незважаючи ні на що. Минають роки, Тоґасі і Комія знову зустрічаються на біговій доріжці як суперники і розкривають свої справжні натури.

## Медіа

### Манґа
Написаний та проілюстрований Уото, Hyakuemu виходив на веб-сайті та в додатку Magazine Pocket видавництва Kodansha з 6 листопада 2018 року до 6 серпня 2019 року. Його розділи були зібрані в п'ять томів з 7 червня 2019 року по 9 жовтня 2019 року. 
| № | Дата виходу    | ISBN                   |
| - | -------------- | ---------------------- |
| 1 | 7 червня 2019  | ISBN 978-4-06-516405-1 |
| 2 | 9 липня 2019   | ISBN 978-4-06-516439-6 |
| 3 | 9 серпня 2019  | ISBN 978-4-06-516441-9 |
| 4 | 9 вересня 2019 | ISBN 978-4-06-516440-2 |
| 5 | 9 жовтня 2019  | ISBN 978-4-06-516883-7 |

### Аніме-фільм
24 травня 2024 року Міжнародний фестиваль анімаційних фільмів в Ансі оголосив аніме-адаптацію манґи у вигляді фільму. Фільм анімований Rock 'n' Roll Mountain, виробництва Pony Canyon, TBS і Asmik Ace, режисером став Кендзі Івайсава, а дизайнером персонажів — Кейсуке Кодзіма. Прем'єра в Японії запланована на 19 вересня 2025 року.